# NGC 4710
NGC 4710 é uma galáxia espiral (S0-a) localizada na direcção da constelação de Coma Berenices. Possui uma declinação de +15° 09' 53" e uma ascensão recta de 12 horas, 49 minutos e 38,7 segundos.
A galáxia NGC 4710 foi descoberta em 21 de Março de 1784 por William Herschel.